# Stefan Söldner-Rembold
Stefan Söldner-Rembold (* 12. Juni 1960 in München) ist ein deutsch-britischer Teilchenphysiker.

## Werdegang
Stefan Söldner-Rembold studierte Physik an der Universität Bonn und promovierte 1992 mit einem Stipendium des Max-Planck-Instituts für Physik an der Technischen Universität München in Teilchenphysik. Er habilitierte sich 1995 an der Universität Freiburg und forschte als Heisenberg-Stipendiat der Deutschen Forschungsgemeinschaft von 1999 bis 2003 am CERN in Genf und am Fermilab in den USA, bis er 2003 an die Universität Manchester wechselte.
2008 wurde Söldner-Rembold dort Professor der Teilchenphysik. Von 2021 bis 2024 leitete er dort das Departement für Physik und Astronomie.
Zum 1. April 2024 nahm Söldner-Rembold die Ernennung zum Leiter der Physik-Abteilung am Imperial College in London an.
Von 2018 bis 2022 leitete er als Sprecher die internationale Kollaboration des Deep Underground Neutrino Experiment (DUNE). Die DUNE-Kollaboration umfasst mehr als 1000 Wissenschaftler aus 37 Ländern, inklusive CERN, und ist zurzeit das größte internationale Wissenschaftsprojekt in den USA. Eines der Ziele von DUNE ist es, durch Messung von Neutrinooszillationen den Nachweis für die Verletzung der CP-Symmetrie bei Leptonen zu erbringen. Außerdem wird der Nachweis von Supernova-Neutrinos angestrebt. Von 2009 bis 2011 war er Sprecher des D0-Experiments am Fermilab.

## Ehrungen
Er erhielt den 2023 Max-Born-Preis der Deutschen Physikalischen Gesellschaft „für seine herausragenden Beiträge zur Teilchenphysik, insbesondere zur Neutrino- und Hochenergiebeschleunigerphysik“, den 2018 James-Chadwick-Preis für Teilchenphysik des Institute of Physics und einen Wolfson Research Merit Award der Royal Society (2013).
Er ist Fellow der American Physical Society und des Institute of Physics.